# Lake Norman of Iredell
 (mai 2025).
Lake Norman of Iredell est une census-designated place située dans le comté  d'Iredell, dans l’État de Caroline du Nord, aux États-Unis. Lors du recensement de 2020, elle comptait 11 395 habitants.